# Fernando Luiz Albuquerque Faria
Fernando Luiz Albuquerque Faria  (Rio de Janeiro, 28 de junho de 1969) é um advogado e jurista brasileiro que exerceu o cargo de procurador-geral da União substituto desde novembro de 2008. 
Tornou-se bacharel em direito pela Faculdade de Direito do Centro de Ensino Unificado de Brasília (CEUB). É pós-graduado em direito pela Fundação Escola Superior do Ministério Público do Distrito Federal e Territórios. Dstá finalizando monografia para concluir o curso de pós-graduação para especializar-se em direito constitucional pelo Instituo Brasiliense de Direito Público (IDP).
Foi procurador-geral da União em 2008 e 2009, bem como, no ano de 2008, adjunto do advogado-geral da União. No final do ano de 2009 foi designado pelo presidente da República como advogado-geral da União substituto, e nomeado para cargo de secretário-geral de consultoria da Advocacia-Geral da União.
Logo no início da carreira na Advocacia-Geral da União foi exercer suas funções na subchefia para assuntos jurídicos da Casa Civil da Presidência da República, onde foi nomeado para os cargos de oficial de gabinete (DAS 102.3) e assessor (DAS 102.4).
Além das mencionadas experiências na advocacia pública federal, foi assessor da subprocuradora-geral da República, bem como exerceu suas funções de analista processual do Ministério Público Federal no gabinete do procurador-geral da República. Além disso, foi oficial de gabinete e diretor de secretaria da 26ª Vara da Justiça Federal da Seção Judiciária do Estado de Minas Gerais, e membro do conselho penitenciário do Distrito Federal.
Entrou para a carreira de assistente jurídico da Advocacia-Geral da União em 2001, que restou transposta para a de advogado da União.